# Strömsholm
Strömsholm is een plaats in de gemeente Hallstahammar in het landschap Västmanland en de provincie Västmanlands län in Zweden. De plaats heeft 594 inwoners (2005) en een oppervlakte van 123 hectare. Het Strömsholmkanaal start in Strömsholm. In Strömsholm is het paleis Slot Strömsholm te vinden.
In Strömsholm is het Jazzens museum gevestigd.

## Verkeer en vervoer
Bij de plaats loopt de Länsväg 252.
De plaats ligt aan de spoorlijn Oxelösund - Sala.